# Eva Novak (actriz)
Eva Barbara Novak (14 de febrero de 1898 - 17 de abril de 1988) fue una actriz estadounidense, quién trabajó durante la era de cine mudo.

## Biografía
Eva Barbara Novak nació en San Luis (Misuri), hija de Joseph Jerome Novak, inmigrante de Bohemia, y Barbara Medek. Su hermana, Johana, llegó a convertirse en actriz.  Joseph murió cuando Eva apenas era una niña y Barbara se quedó a cargo de criar a sus 5 hijos.
Novak comenzó su carrera en la actuación en 1917, apareciendo en la película Roped into Scandal, producida por L-KO Kompany, ese mismo año, Novak llegó a hacer un total de 7 películas, en 1918, llegó a aparecer en un total de 17 películas, y en 1919, en 8 películas. En 1920, Novak actuó junto con Tom Mix en The Daredevil, ese mismo año llegó a aparecer en un total de 6 películas, más 10 películas que llegó a interpretar junto con Tom Mix.
En 1921, Novak se casó con el especialista de cine William Reed, quién conoció mientras estaba en medió de una película. La pareja llegó a tener dos hijas: Vivian Barbara (1925-2013) y Pamela Eve (1928-2010).
Novak tenía interés en hacer acrobacias, ya que Mix le había enseñado a realizar muchas de sus acrobacias. Entre 1921 y 1928, llegó a interpretar un total de 48 películas, incluyendo una versión cinematográfica de Boston Blackie. Novak apareció junto con Betty Bronson y Jack Benny en The Medicine Man (1930), también apareció en la película Chasing the Moon en 1922, la película es una precursora de la película Con las horas contadas (1950), Novak y su esposo se mudaron a Australia, donde llegaron a realizar varias películas, entre ellas The Romance of Runnibede. Sin embargo, tras la llegara de las películas sonoras, la popularidad de Novak se había desvanecido. Siguió actuando, aunque en papeles menores.

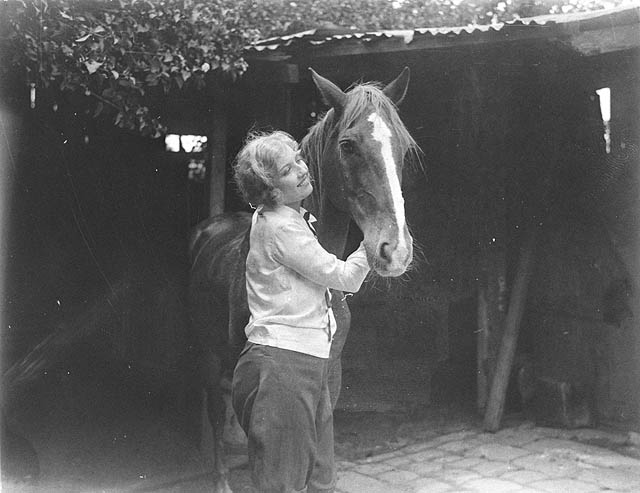
Novak durante el rodaje de The Romance of Runnibede en Australia, 1927

Llegó a aparecer en 123 películas entre 1917 y 1965, Cuando Novak se retiró, residió en Woodland Hills, Los Ángeles, murió el 17 de abril de 1988 a los 90 años debido a una neumonía.
En mayo de 1923, el Altoona Tribune realizó un concurso para encontrar a la chica que más se parecía a Novak. Un anuncio en el periódico decía que el ganador recibiría $250 en ropa de una tienda.

## Filmografía
- The King of the Kitchen (1918)
- The Freckled Fish (1919)
- The Speed Maniac (1919)
- The Feud (1919)
- Wanted at Headquarters (1920)
- The Testing Block (1920)
- Silk Husbands and Calico Wives (1920)
- O'Malley of the Mounted (1921)
- Society Secrets (1921)
- The Man from Hell's River (1922)
- Sky High (1922)
- Chasing the Moon (1922)
- The Man Who Saw Tomorrow (1922)
- Making a Man (1922)
- Up and Going (1922)
- The Tiger's Claw (1923)
- A Noise in Newboro (1923)
- The Man Life Passed By (1923)
- Boston Blackie (1923)
- Dollar Devils (1923)
- Temptation (1923)
- Listen Lester (1924)
- The Beautiful Sinner (1924)
- The Fatal Mistake (1924)
- A Fight for Honor (1924)
- Tainted Money (1924)
- Women First (1924)
- Laughing at Danger (1924)
- The Triflers (1924)
- The Fearless Lover (1925)
- Sally (1925)
- Irene (1926)
- Say It with Babies (1926)
- The Millionaire Policeman (1926)
- No Man's Gold (1926)
- 30 Below Zero (1926)
- The Romance of Runnibede (1927)
- Duty's Reward (1927)
- For the Term of His Natural Life (1927)
- The Medicine Man (1930)
- The Topeka Terror (1945)
- Apology for Murder (1945)
- Blackmail (1947)
- Four Faces West (1948)
- 3 Godfathers (1948)
- Havana Rose (1951)
- Wild Seed (1965)